# Ліберальні війни
Лібера́льні ві́йни (порт. Guerras Liberais) — громадянська війна у 1828—1834 роках в Португалії між королями-братами Педру IV і Мігелем. Мала характер протистояння лібералів, які підтримували Педру, і абсолютистів, які підтримували Мігела; перші виступали за встановлення конституційної монархії, другі — за збереження традиційного абсолютизму. Лібералам допомагала Велика Британія і Франція; абсолютистам — Іспанія (до 1833) та Святий Престол. Основні бойові дії відбувалися на Азорських островах та континентальній Португалії. Закінчилася перемогою лібералів, укладанням Еворамонтської угоди, утвердженням конституційної монархії. Після війни країну очолила королева Марія II, донька Педру.

## Назва
- Війна́ двох браті́в (порт. Guerra dos Dois Irmãos)
- Лібера́льні ві́йни (порт. Guerras Liberais)
- Мігелі́стська війна́ (порт. Guerra Miguelista)
- Португа́льська громадя́нська війна́ (порт. Guerra Civil Portuguesa)

## Передумови
Внаслідок Французької революції та Піренейської війни, в Португалії набув поширення лібералізм. Його прибічники, переважно міщани, буржуазія, антиклерикальна шляхта і інтелігенція, виступали за ліквідацію абсолютизму, встановлення конституційної монархії, обмеження прав аристократії та Католицької церкви. Після успіху Ліберальної революції 1820 року Конституційна асамблея розробила першу Португальську конституцію, яку 1821 року затвердив португальський король Жуан VI.
Проти лібералів виступали консервативні сили португальського суспільства — абсолютисти. Це були землевласники, шляхта і духовенство, які хотіли зберегти традиційну абсолютистську монархію. Їх підтримувала більшість португальського селянства. Виразником інтересів абсолютистів була королева Шарлота-Жуана та її син інфант Мігел. 1824 року вони спробували відродити стару систему, усунувши короля, але зазнали невдачі. Мігела покарали вигнанням до Австрії. Незважаючи на це, абсолютисти змогли тимчасово призупинити чинність Конституції.
1826 року король Жуан VI помер. Португальська корона перейшла до його старшого сина, принца Педру. Ще за правління батька, в 1822 році, він проголосив незалежність Бразилії, а себе — її першим імператором. Продовжуючи правити в Бразилії, принц зійшов на португальський трон як Педру IV. Згодом він виявив, що правити двома країнами одночасно неможливо, оскільки ні бразильці, ні португальці не бажали об'єднання. Тоді Педру зрікся португальської корони на користь своєї 7-річної доньки Марії й розробив так звану Конституційну Хартію, щоб врегулювати питання престолонаслідування. Цим документом він також хотів досягти компромісу між лібералами та абсолютистами. Педру дозволив братові Мігелу повернутися із вигнання. Той мусив присягти на вірність Хартії, узяти шлюб з Марією та стати тимчасовим регентом від її імені. Мігел погодився і в лютому 1828 року повернувся до Португалії.
Тим часом, абсолютисти готувалися до реваншу. Вони вважали Педру IV нелегітимним правителем, оскільки за португальським законодавством, чинним від 1640 року, король Португалії не міг бути королем іншої держави. Повернувшись до країни, Мігел, за згодою абсолютистів, відмовився від угоди з братом. Він зібрав традиційні Кортеси, які скасували Хартію, детронізували Марію, а його самого проголосили королем. Абсолютистська монархія була відновлена. Португальські ліберали сприйняли дії абсолютистів як заколот, а Мігела — як узурпатора.

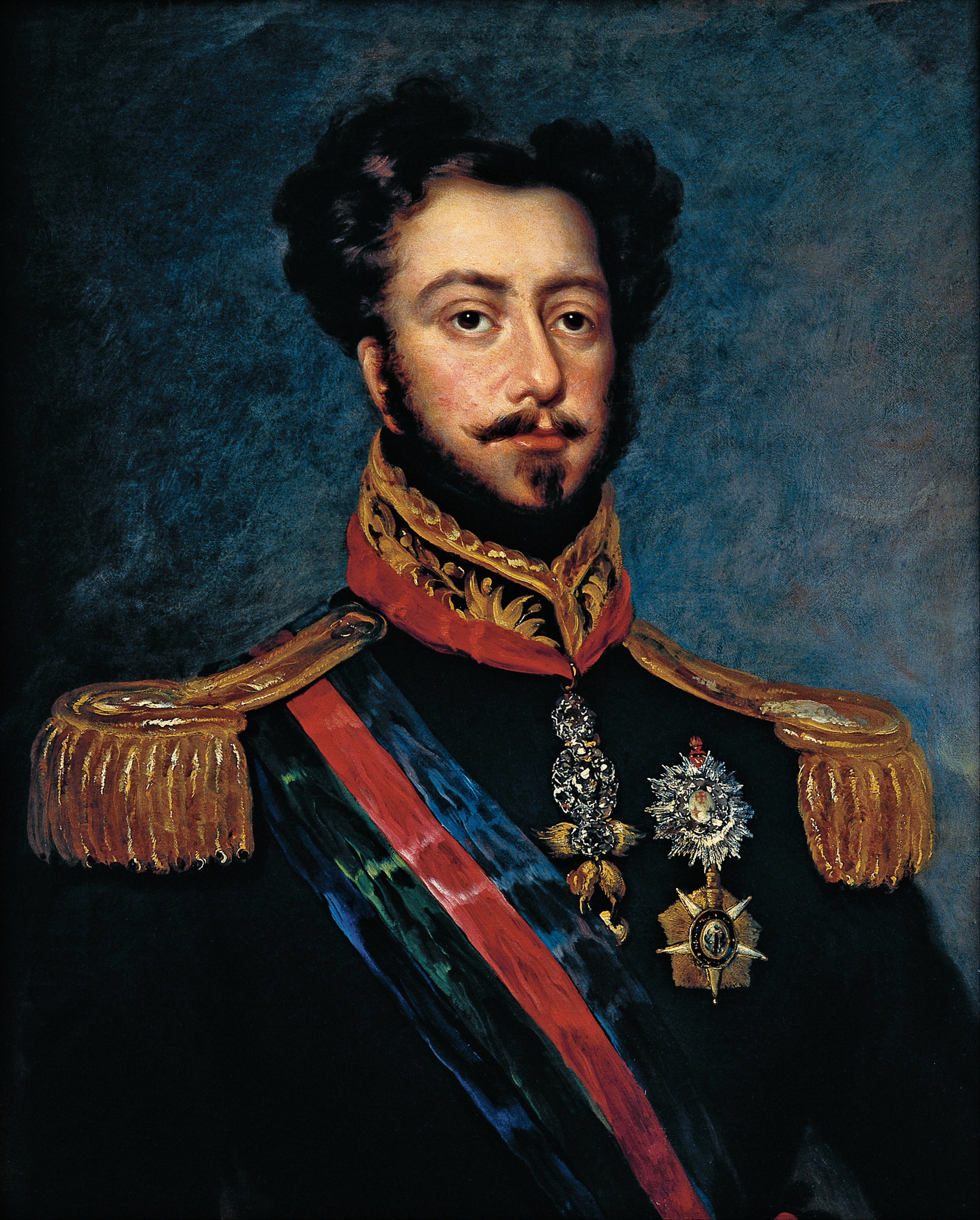
Педру IV
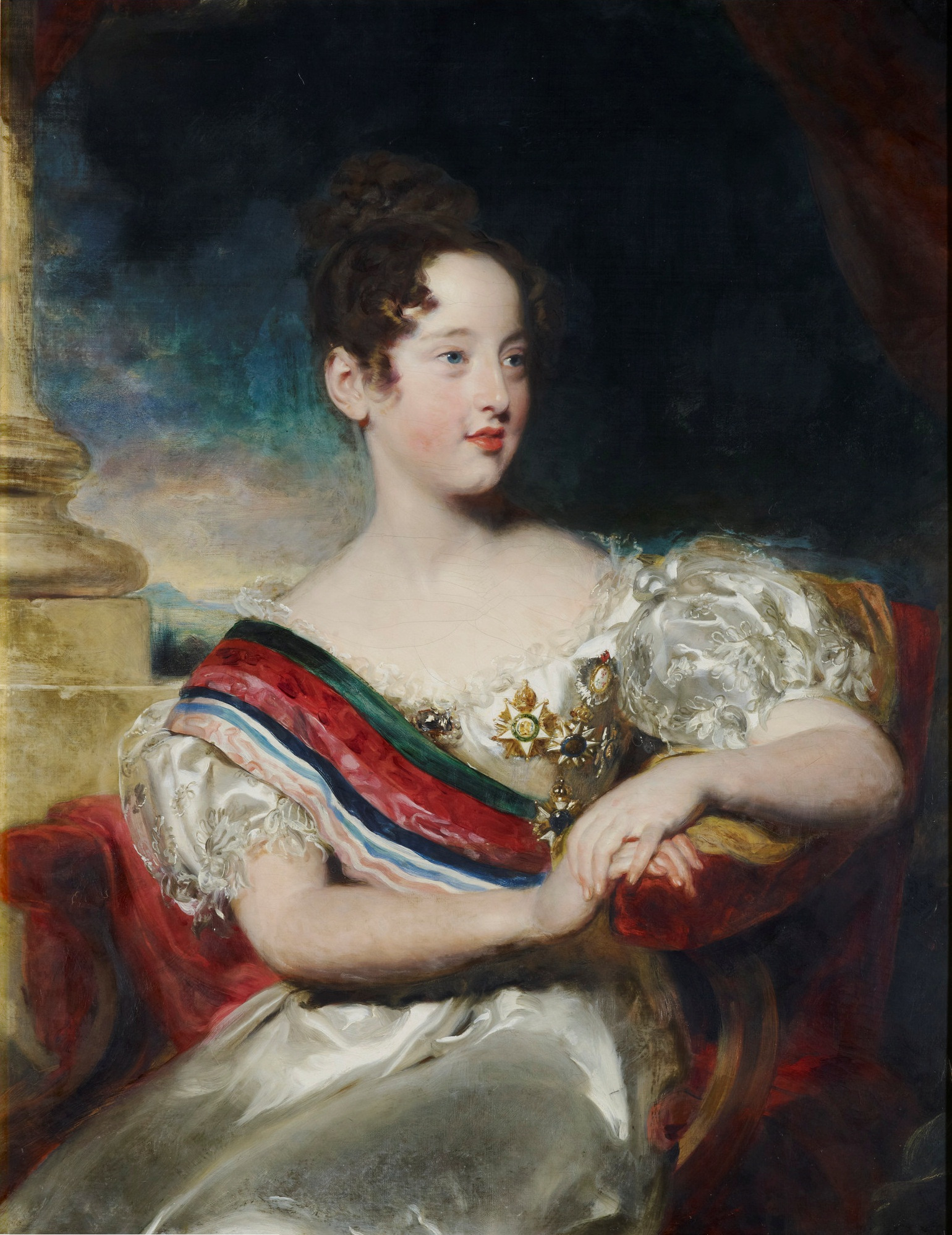
Марія
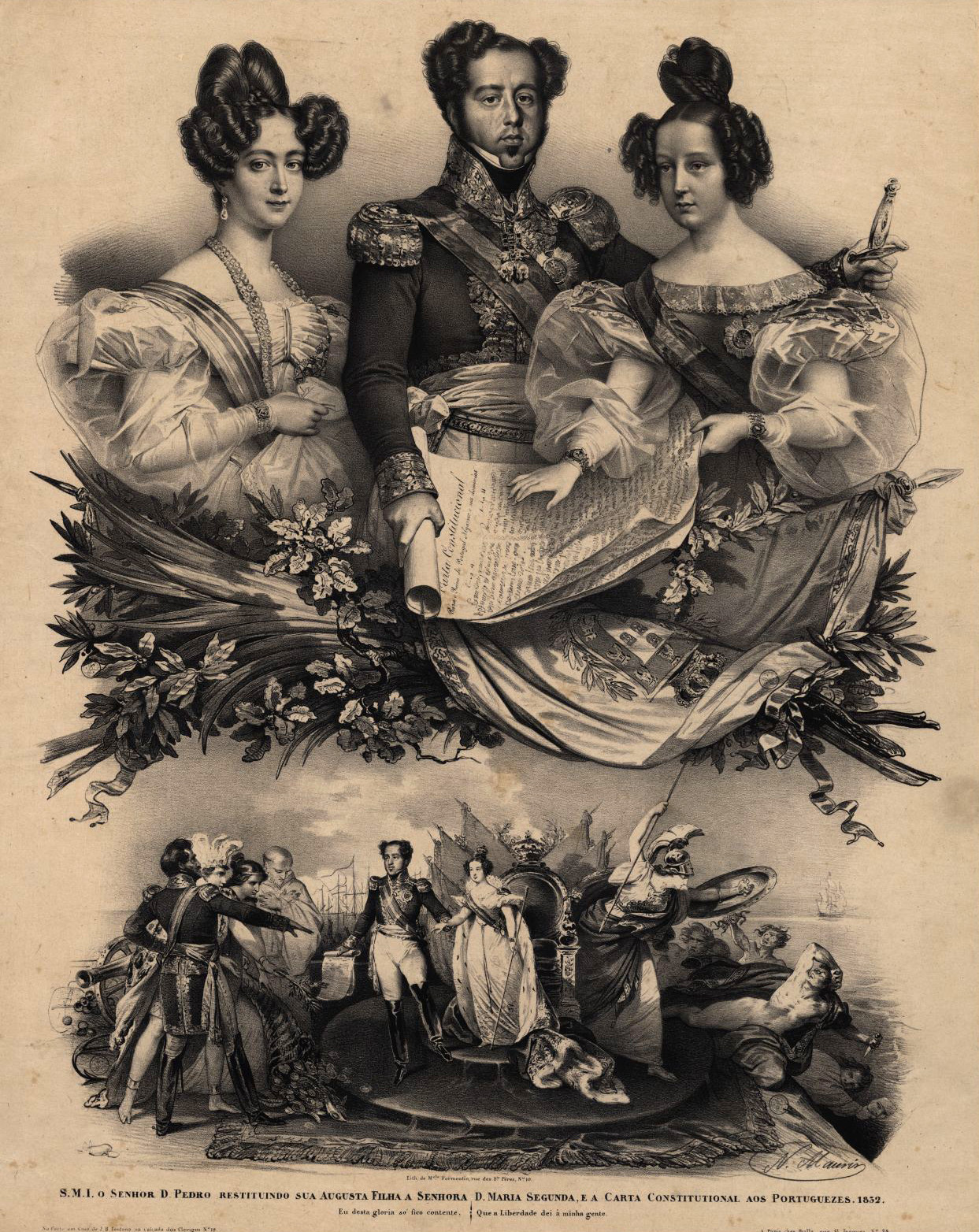
Конституційна Хартія
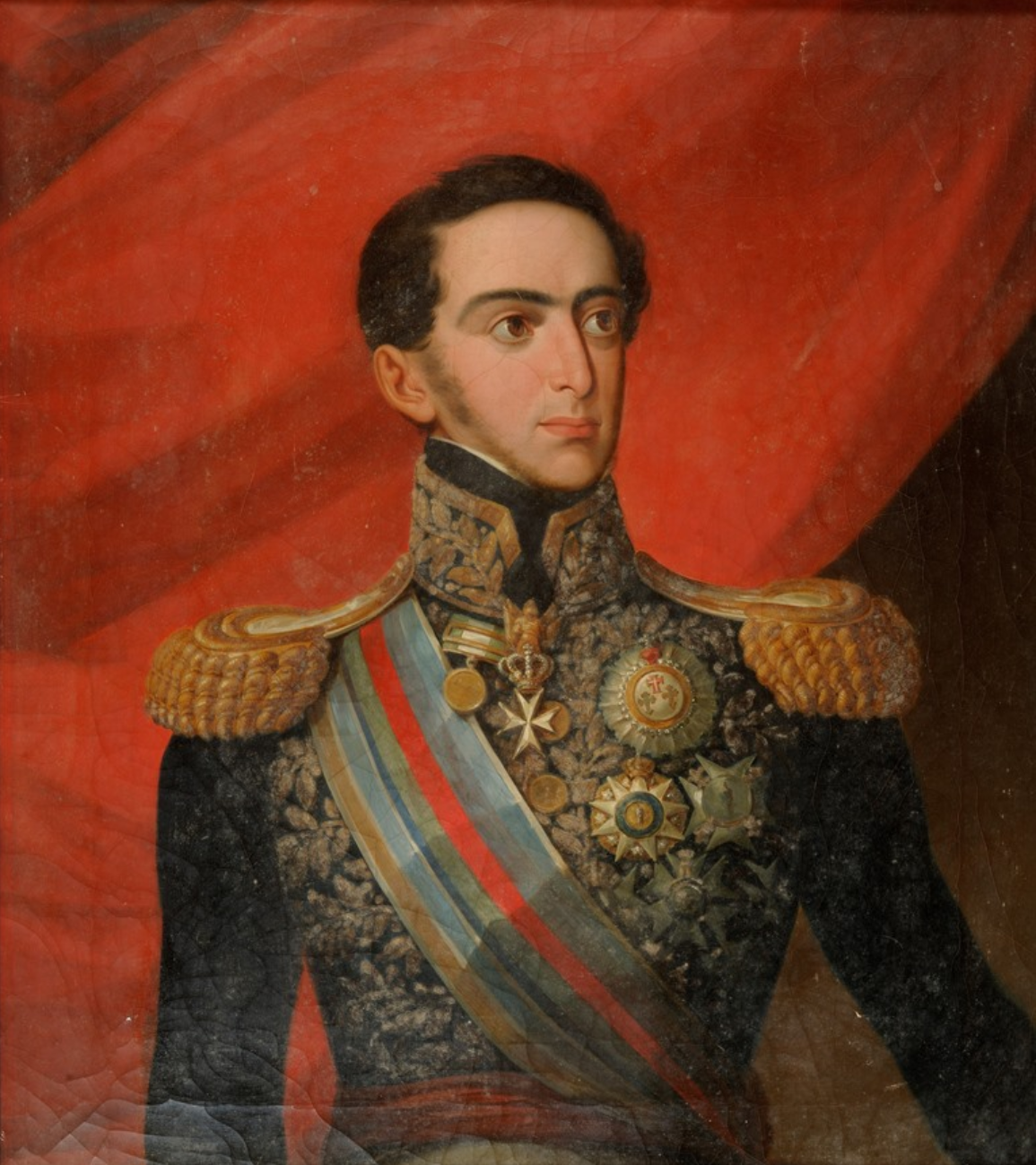
Мігел

## Війна

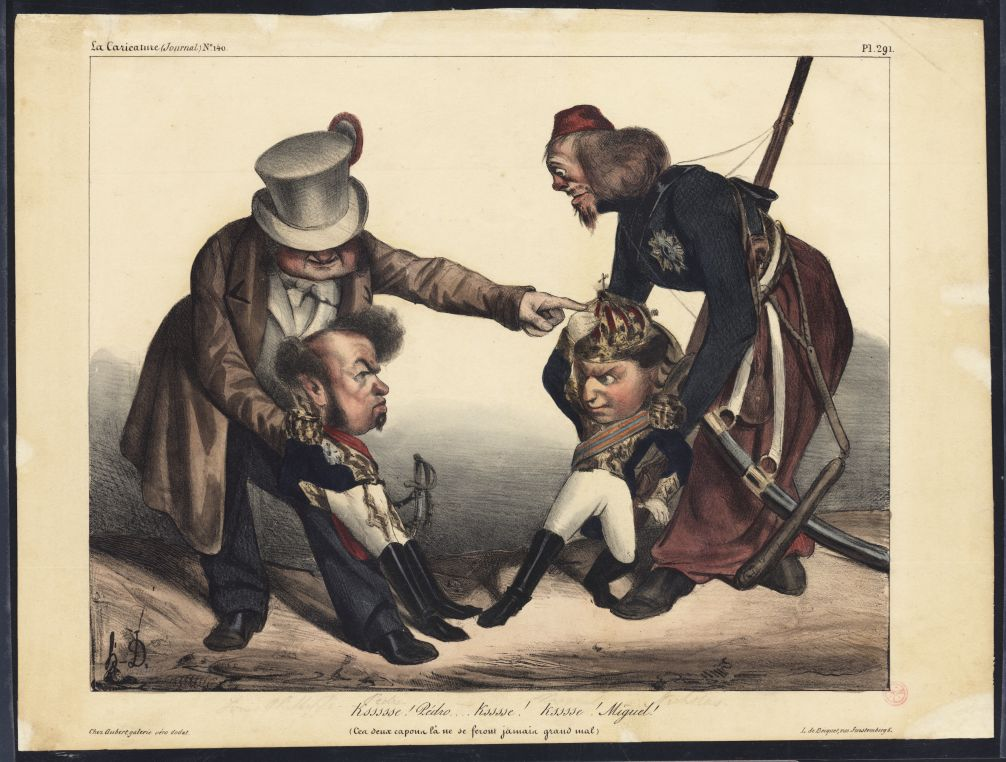
Педру з Британією проти Мігела з Іспанією (карикатура 1833 року)

1828 року ліберали оголосили абсолютистам війну. 18 травня в ліберальному місті Порту спалахнуло антиурядове повстання. Міський гарнізон заявив про свою вірність королю Педро IV, його доньці Марії та Конституційній Хартії. Бунтівні настрої перекинулися на інші міста Північної Португалії. У відповідь уряд короля Мігела швидко придушив повстання і арештував його провідників. Частина ліберальних діячів утекла до Лондона, Парижа, Брюсселя та Ріо-де-Жанейро. Іспанія та більшість європейських країн визнала легітимність Мігела. Проте Британія та Франція (після ліберальної революції 1830 року) стали допомагати Педру та лібералам.
У 1828—1829 роках Мігел взяв під контроль усю Португалію, за винятком Азорського острова Терсейра. 1829 року в битві при Віла-да-Прая ліберали під проводом терсейрівського герцога Антоніу де Нороні розбили мігелістський флот і відстояти острів. Згодом вони поширили свою владу на сусідні Азорські острови. Збентежений Мігел одразу ж відправив новий флот блокувати острови, проте 11 липня 1831 року його розбила французька ескадра в битві при Тежу.
Тим часом, у Бразилії загострилися відносини між Педру та бразильськими магнатами. У квітні 1831 року він зрікся бразильського престолу на користь свого сина Педру ІІ й відплив до Британії і Франції. Організувавши військові підрозділи, 3 березня 1832 року король прибув до Терсейри, де проголосив створення португальського уряду в екзилі.
8 червня 1832 року, за підтримки британців, війська лібералів висадилися поблизу Порту й наступного дня здобули місто. Урядові сили спинили їхній наступ 23 липня у битві на Феррейрівському мосту. Генерал-абсолютист Лемос намагався відбити Порту, але його зусилля не принесли успіху. Через це Мігел залишив Лісабон і взяв місто у тривалу облогу.
Користуючись відсутністю Мігела в столиці ліберали вирішили взяти її в обхід. В червні 1833 року вони вислали до Південної Португалії експедиційні війська під проводом терсейрівського герцога Антоніу. Він рушив до Лісабону через Алгарве і Алентежу, й 24 липня окупував місто. Захопивши два найбільші урбаністичні центри країни, Педру та його 14-річна донька Марія повернулися до Португалії. Столиця зустріла лібералів як визволителів. Одночасно з цим, ескадра лібералів під командуванням британця Чарльза Нейпіра розбила у вирішальній морській битві біля Мису святого Вінсента португальський флот абсолютистів.
На кінець 1833 року Марія була проголошена королевою Португалії, а її батько — регентом. Мігел був змушений зняти облогу з Порту й перенести свій двір до Сантарена.
1833 року новий ліберальний уряд Педру визнав іспанський король Фернандо VII, який до цього допомагав мігелістам. Причиною цьому стала підтримка Мігелем іспанського інфанта Карлоса, брата Фернандо, який після зміни іспанського законодавства про престолонаслідування втратив права на трон і повстав проти законної іспанської влади. Таким чином, Іспанія приєдналася до Великої Британії та Франції у Ліберальних війнах.
На початку 1834 року війська нового ліберального уряду Педру розпочали наступ проти Мігеля, який тримався на півдні. 18 лютого вони розбили абсолютистів при Алмостері, а 16 травня — при Ассейсейрі. Попри те, що абсолютисти ще утримували 18-тисячну армію та мали широку суспільну підтримку в Південній Португалії, 26 травня Мігел здався, підписавши Еворамонський договір. За умовами договору він зрікався усіх претензій на португальський трон. Ліберали виганяли його до Італії, але забезпечували щорічну пожиттєву пенсію як португальському інфанту. Справа абсолютистів була програна, проте частина колишніх прибічників Мігела продовжувала партизанську війну на півдні країни. Її підігрівала заява самого Мігела, зроблена 20 червня в Генуї, за якою він знову оголосив себе законним королем Португалії.

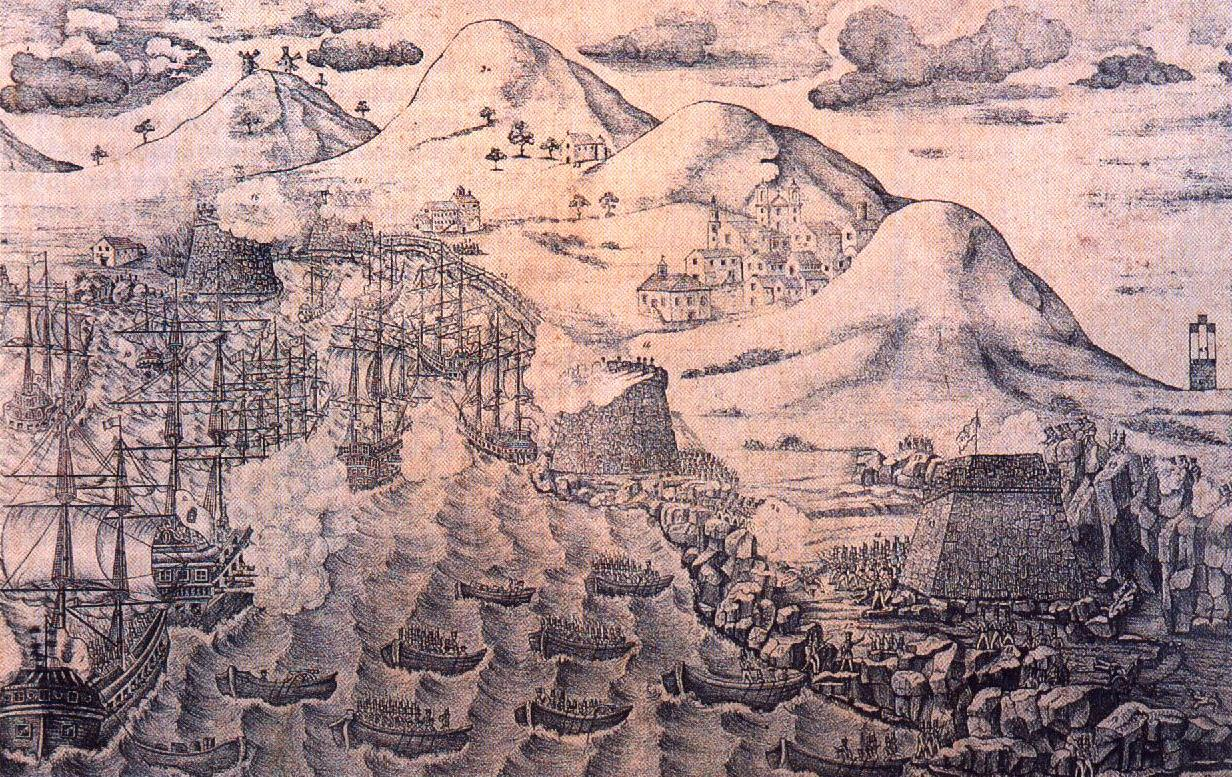
Битва при Прая-да-Віторія (1829)
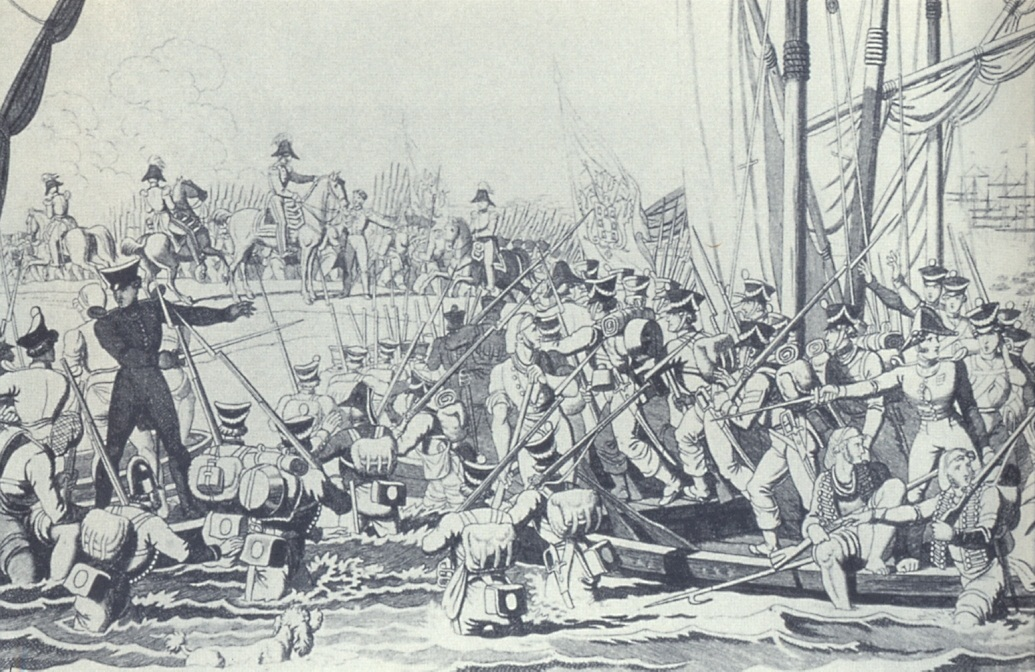
Висадка в Порту (1832)
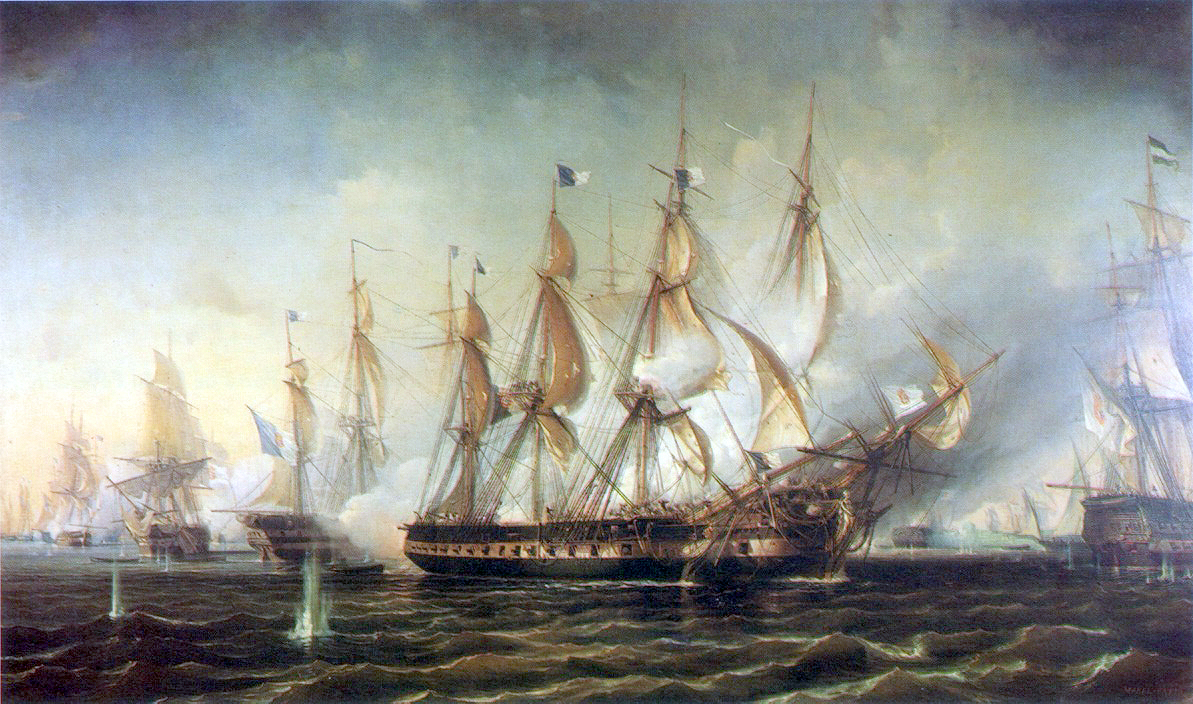
Битва біля Мису св. Вінсента (1833)

## Наслідки

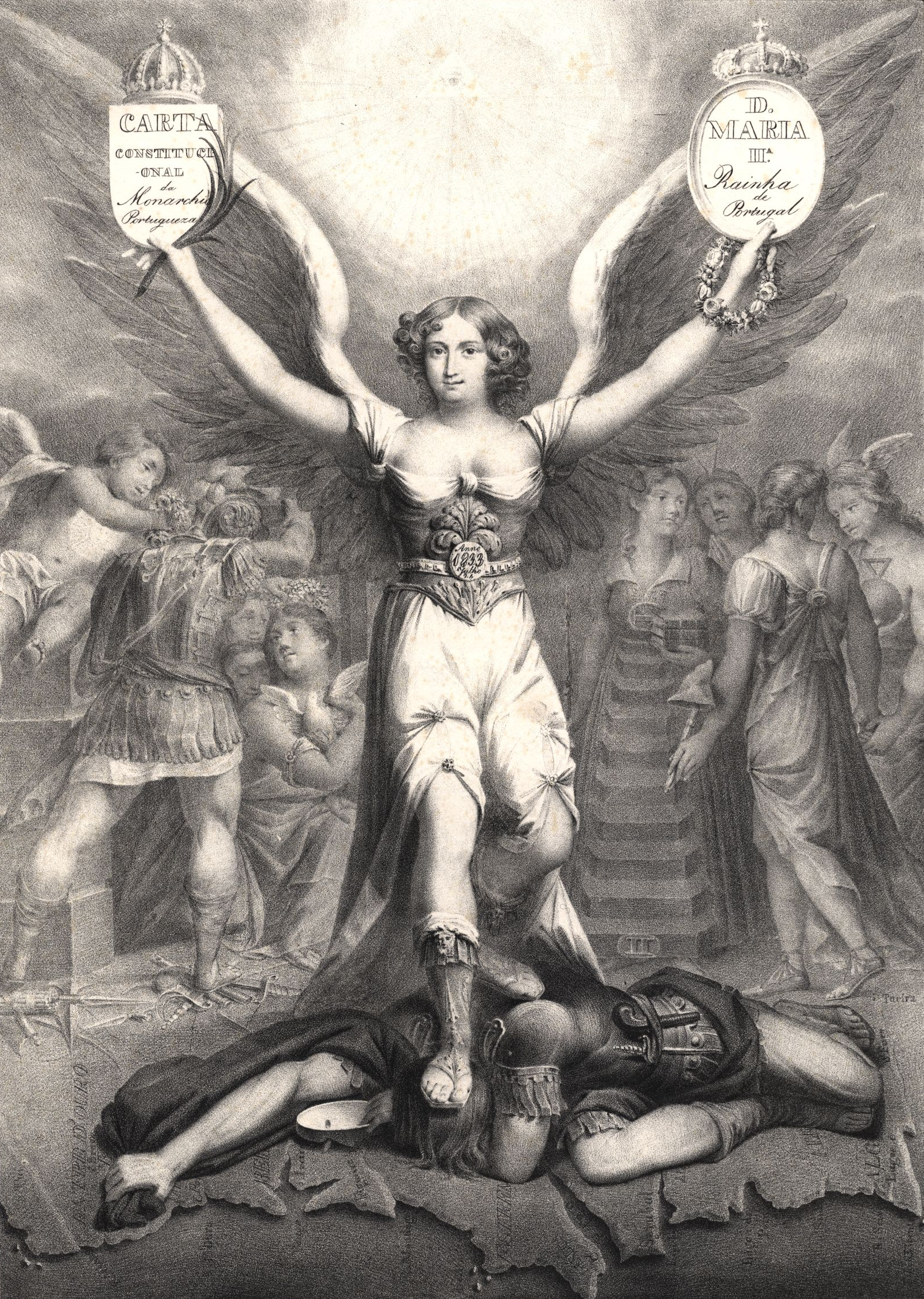
Перемога Законності (алегорія перемоги лібералів, 1833).

Перемога Педру та лібералів закріпила конституціоналізм у Португалії й поклала край абсолютистській монархії. Питання необхідності конституції було остаточно вирішене. Подальші конфлікти виникали довкола змісту основного закону. Зокрема, саме довкола особливостей конституційного устрою велася нова громадянська війна 1846 року між колишніми лібералами — консерваторами і радикалами.
Педру збирався оголосити амністію колишнім ворогам. Проте ліберальні урядовці прагнули помсти й провели тотальну конфіскацію майна абсолютистів та їхніх симпатиків. Новий уряд заборонив діяльність католицьких чернечих орденів та націоналізував церковні землі. Цей крок зіпсував відносини нової влади з Римом на 8 наступних років.
24 вересня Педру помер. Нові Кортеси проголосили Марію ІІ королевою Португалії. Також було прийнято закон, який унеможливлював повернення Мігела.
Поразка абсолютистів призвела до соціальної кризи традиційного португальського суспільства. Питома вага шляхти та духовенства в державному управлінні зменшилася. Велика кількість старих шляхетних родин втратила земельну власність. Католицька церква, яка століттями відігравала провідну роль в португальській політиці, позбулася майна та важелів впливу на португальських високопосадовців.

## Битви
- 4 жовтня 1828: битва при Піку-ду-Селейру, острів Терсейра.
- 11 серпня 1829: битва при Прая-да-Віторія, острів Терсейра.
- 3 серпня 1831: битва при Ладейра-да-Веля, острів Сан-Мігел.
- липень 1832 — серпень 1833: битва за Порту.
- 23 липня 1832: битва на Феррейрівському мосту, Валонгу.
- 5 липня 1833: битва при Мисі святого Вінсента.
- 23 липня 1833: битва при Кова-да-Пієдаде.
- 2 листопада 1833: битва при Алкасер-ду-Сал.
- 30 січня 1834: битва при Перенеші.
- 18 лютого 1834: битва при Алмостері.
- 26 березня 1834: битва при Санту-Тірсу.
- 24 квітня 1834: битва при Санта-Ана.
- 16 травня 1834: битва при Ассейсейрі.